# Такси (телеигра)
«Такси» — телеигра на ТНТ, где можно было заработать деньги, попав в обычное снаружи такси. Представляла собой российский аналог оригинального британского шоу «Cash Cab». Премьера состоялась 20 декабря 2005 года. Последний выпуск телеигры вышел в эфир 31 декабря 2009 года.

## Правила игры
Игроками становились обычные прохожие, пытавшиеся поймать такси. О том, что они принимали участие в телепрограмме, им сообщалось только после того, как они назовут конечную точку маршрута и цену и сядут в такси. В случае согласия на участие в игре герои могли заработать деньги, отвечая на вопросы из различных областей знаний, задававшиеся в течение поездки. В случае отказа от участия в игре, они выходили из машины, но их присутствие всё равно показывали в эфире. Общее количество вопросов было ограничено только продолжительностью поездки. Вопросы разделялись по сложности и задавались по мере её увеличения:
| Вопросы       | Стоимость правильного ответа            | Стоимость правильного ответа            | Количество вопросов |
| Вопросы       | с 20 декабря 2005 по 3 ноября 2007 года | с 4 ноября 2007 по 31 декабря 2009 года | Количество вопросов |
| ------------- | --------------------------------------- | --------------------------------------- | ------------------- |
| Простые       | 100 руб.                                | 200 руб.                                | 5                   |
| Сложные       | 500 руб.                                | 1000 руб.                               | 5                   |
| Супер-сложные | 1000 руб.                               | 2000 руб.                               | до окончания игры   |

У участника имеются три жизни, за каждый неправильный он теряет одну жизнь. Обычно второй сложный вопрос был музыкальным. Игроку предлагалось прослушать отрывок из некоторой песни (как правило, певца или группу какой-либо страны дальнего зарубежья), после чего ему необходимо было назвать её автора. Чаще всего именно на этот вопрос игроки отвечали неправильно. А в последних выпусках игры первый супер-сложный вопрос был фото-или видео-вопросом. Телезрители могли присылать вопросы, записанные на видео-камеру, и они должны были быть заданы в игре.

### Подсказки
Во время игры игрокам предоставлялось право один раз воспользоваться каждой из двух подсказок, чтобы узнать ответ на затруднивший их вопрос:
- Позвонить кому-нибудь (Даже если на том конце трубку не взяли или же абонент недоступен, подсказка считается использованной)
- Спросить у прохожего (Когда подсказка использовалась на музыкальном вопросе или видео-вопросе, прохожие садились в такси, а после подсказки выходили)

### Окончание игры
Игра заканчивалась в одном из двух случаев:
- Участник три раза давал неправильные ответы на разные вопросы и потерял все три жизни. В этом случае его текущий выигрыш сгорал, а его самого высаживали в том месте, где такси находится в данный момент.
- Такси приезжало в пункт назначения, а у участника при этом было не более двух ошибок. В этом случае игроку предлагалось либо забрать выигранные деньги, либо принять участие в супер-игре. До мая 2006 года супер-игры не существовало, и ведущий при приезде к месту назначения раздавал игрокам денежный выигрыш.

### Супер-игра
Игроку задавался финальный вопрос с четырьмя разными вариантами ответа. Временем на размышление было 15 секунд. В случае правильного ответа заработанные участником деньги удваивались, в случае неправильного — полностью сгорали.
Суперигра в «Такси» появилась в выпуске от 13 мая 2006 года.